# Gorenja Gomila
Gorenja Gomila – wieś w Słowenii, w gminie Šentjernej. W 2018 roku liczyła 102 mieszkańców.